# Gutenberghof (Luzern)

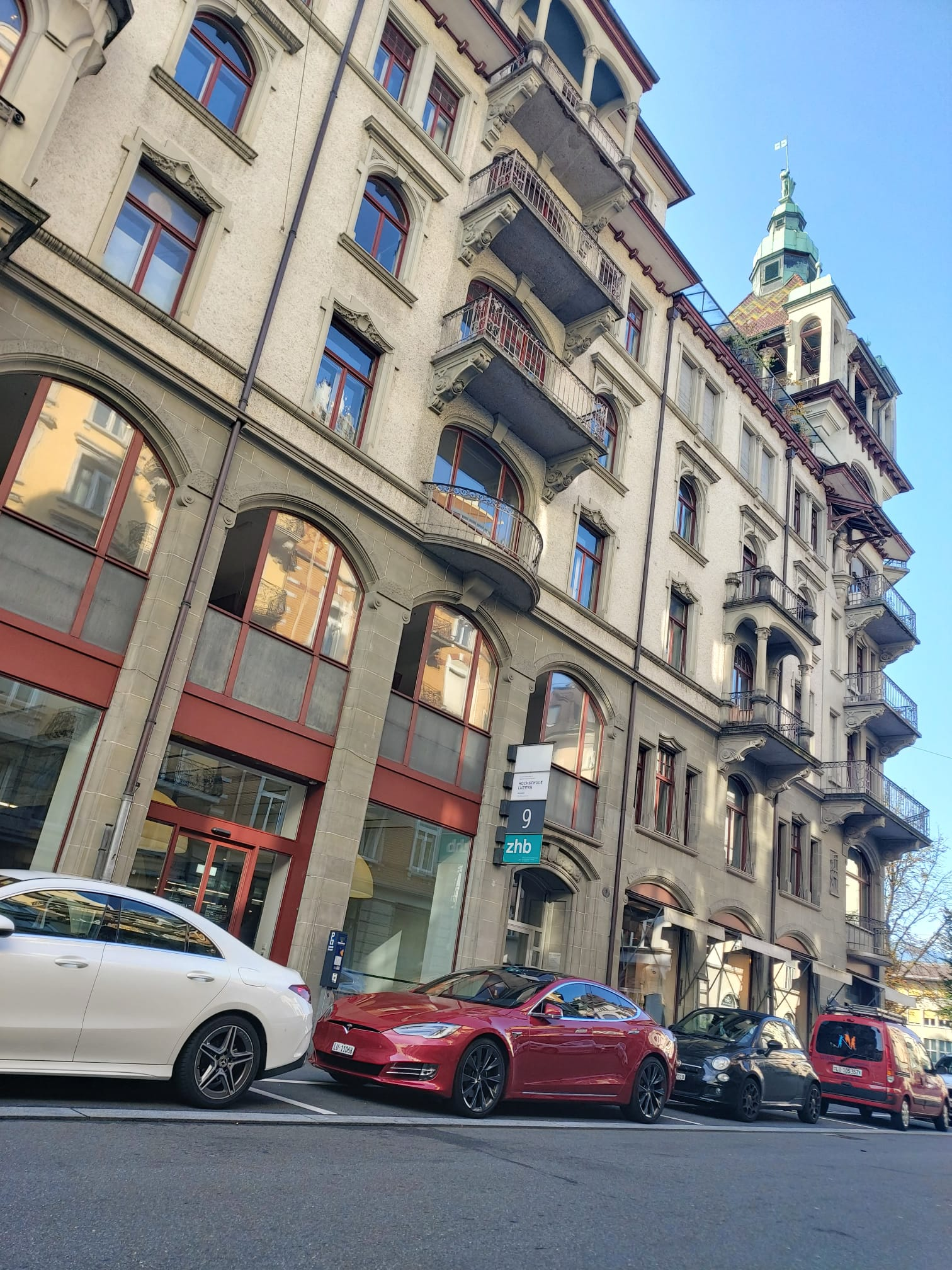
Gutenberghof (Seite Frankenstrasse: ZHB Wirtschaft)

Das Wohn- und Geschäftshaus Gutenberghof befindet sich im Quartier Hirschmatt-Neustadt in der Schweizer Stadt Luzern. Es steht zwischen dem Park Vögeligärtli und dem Bahnhof Luzern.

## Gebäude und Geschichte
Das Gebäude entstand 1906 im Auftrag der Familie Raeber, die eine Druckerei und Buchhandlung führten. Ein Teilhaber war Joseph Räber. Deshalb auch der Name des Gebäudes, welcher dem Erfinder des Buchdrucks (Johannes Gutenberg) gewidmet ist. Umgesetzt hat das Haus der Luzerner Architekt Gottfried Müller. Auf der Liste der Kulturgüter in Luzern ist das Gebäude als regional bedeutend aufgeführt.

## Nutzung
Die Druckerei bestand von 1907 bis 1991. In dieser wurde bis 1959 auch die Zeitung Vaterland produziert, welche heute zur Luzerner Zeitung gehört. Die Buchhandlung wurde noch bis 2001 durch die Familie Raeber weitergeführt. Heute befinden sich Wohnungen und diverse Geschäfte im Gebäude. Auch ein Ableger der Zentral- und Hochschulbibliothek Luzern (die Wirtschaftsbibliothek der Hochschule Luzern) ist dort eingemietet.